# Adriano Carvalho
Adriano Carvalho Cristino (Lisboa, 22 de maio de 1970) é um actor e produtor português, que se estreou em televisão em 1994 na série Trapos e Companhia. É vencedor de um prémio Screen Actors GDA de melhor actor.

## Filmografia

### Televisão
- 2022 - Gonave - Faustin Wirkus | Filme
- 2022 - Cuba Libre - José Pedro Castanheira | Série
- 2022 - Operação Maré Negra - Vasco | Série
- 2022 - Causa Própria - Abel |Série
- 2021 - Glória - Tomé | Série
- 2021 - Amor Amor - Anselmo | Telenovela
- 2020 - Crónica dos Bons Malandros - Flávio | Série
- 2020 - O Atentado - José Cateia | Série
- 2020 - A Espia - Wilhelm Larenz | Série
- 2019 - Luz Vermelha - Vítor Messias | Série
- 2019 - Sul - Inspector Chefe | Série
- 2018 - Alma e Coração - Raimundo Moura | Série
- 2018 - Circo Paraíso - Luís | Série
- 2018 - 1986 - Eduardo | Série
- 2017 - Vazante - António | Filme
- 2016 - A Mãe É que Sabe - Carlos | Filme
- 2013/ 2014 - Belmonte - Joaquim Figueira | Telenovela
- 2014 - Giras & Falidas - Boris | Série
- 2013 - Os Filhos do Rock - Mário | Série
- 2013 - Uma Família Açoriana | Série
- 2012 - Mundo ao Contrário | Telenovela
- 2010 - República | Minissérie
- 2009 - Um Lugar para Viver - Augusto | Série
- 2008 - Conta-me como Foi - João | Série
- 2008 - Morangos com Açúcar - Jaime Santos | Série
- 2007 - Resistirei - João | Telenovela
- 2006 - Uma Aventura - Sandro Santollini | Série
- 2004 - O Teu Olhar - Sérgio Pereira | Telenovela
- 2003 - Amanhecer - Ricardo | Telenovela
- 2002 - O Último Beijo - Inácio Pinto | Telenovela
- 2001 - Bastidores - Heitor | Série
- 2001 - Alves dos Reis - Pedroso | Série
- 2000 - Milionários à Força - Ladrão | Série
- 1999 - Médico de Família (série) - | Série
- 1998 - Ora Viva! - Filipe | Série
- 1995 - Roseira Brava - Advogado | Novela
- 1994 - Trapos e Companhia - Médico | Série

### Streaming
- 2023 - Rabo de Peixe - Jeremias Melo (Elenco Recorrente, Netflix